# Piškovec
Piškovec falu Horvátországban Kapronca-Kőrös megyében. Közigazgatásilag  Sveti Petar Orehovechez tartozik.

## Fekvése
Kőröstől 7 km-re északnyugatra, községközpontjától 5 km-re keletre fekszik.

## Története
A falunak 1900-ban 52,  1910-ben 81 lakosa volt. Trianonig Belovár-Kőrös vármegye Körösi járásához tartozott. 2001-ben 44 lakosa volt.